# Масове вбивство в Кафр-Касемі
Масове вбивство в Кафр-Касемі сталося 29 жовтня 1956 року в прикордонному арабському селі Кафр-Касем під час воєнних дій у час Суецької кризи. Ізраїльська прикордонна поліція МАГАВ убила 47 (49) цивільних осіб, серед яких — 6 жінок та 23 дитини віком від 8 до 17 років, які не знали про введення комендантської години.
Військовослужбовців, які брали участь у розстрілах, згодом притягнув до відповідальності ізраїльський суд, деякі відбули короткі строки покарання.

## Хід подій

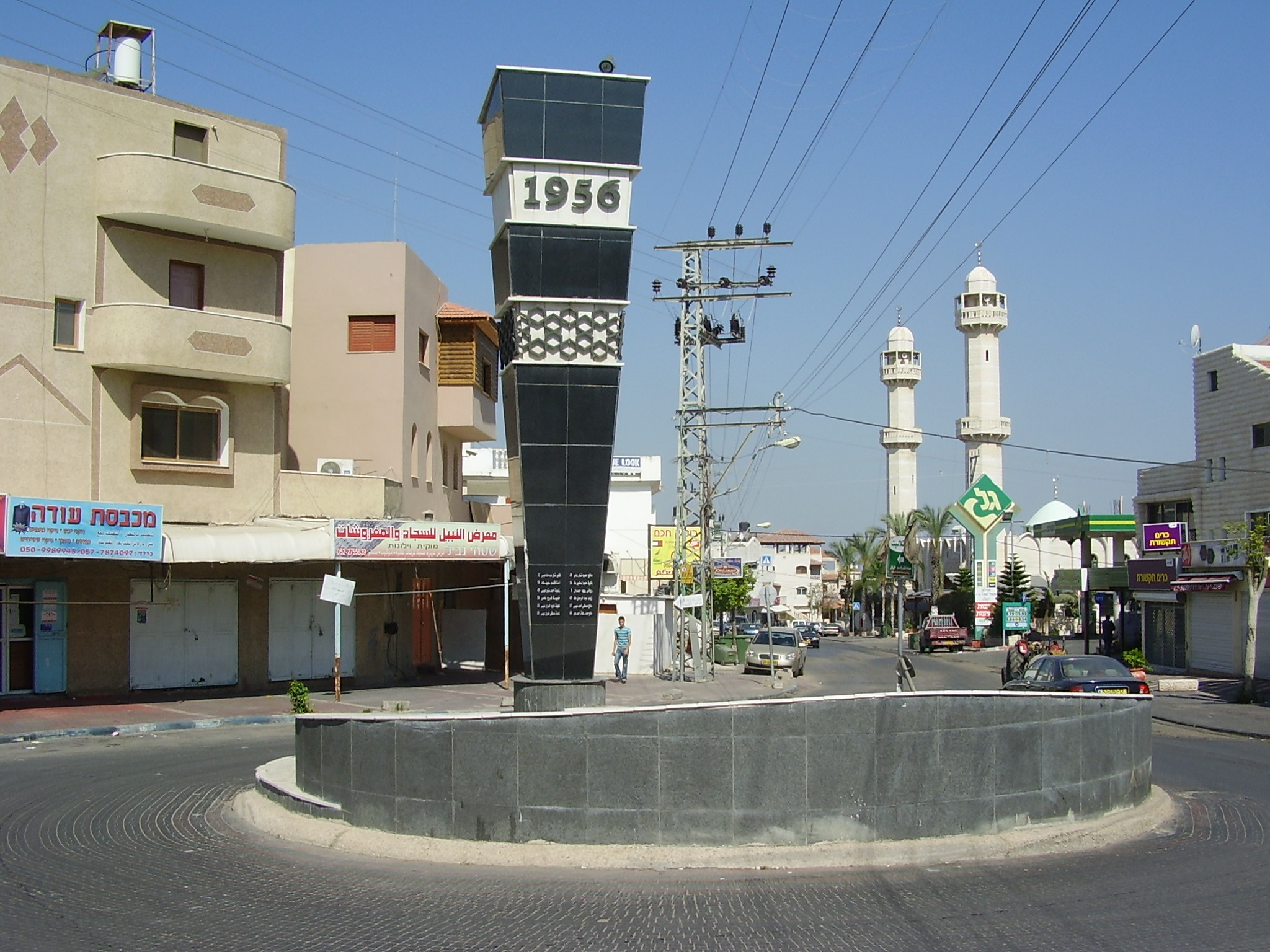
Меморіал у Кафр-Касемі

Кафр-Касем розташований за 20 кілометрів на північний схід від Тель-Авіва, недалеко від міста Петах-Тіква, на зеленій межі, що в 1956 році була фактичною межею між Ізраїлем та Йорданією. До 1966 року араби — громадяни Ізраїлю перебували під керівництвом військової адміністрації, і на них наклали низку обмежень (дотримання комендантської години, обмеження у свободі пересування тощо) Кафр-Касем перебував під юрисдикцією військової адміністрації Центрального Округу. Напередодні початку війни Кафр-Касем включили до зони відповідальності 17-ї резервної бригади ЦАХАЛу (командир полковник Іссахар Шедмі). Бригаді додали батальйон прикордонної поліції (командир — майор Шмуель Малінки).
29 жовтня 1956 року почалася Суецька війна, між Ізраїлем, Англією та Францією з одного боку та Єгиптом з другого. Ізраїльська розвідка побоювалася, що Йорданія вступить у війну на боці Єгипту. У зв'язку з цим посилили охорону кордону й подовжили комендантську годину у прикордонних арабських населених пунктах з 5 вечора до 6 ранку. Однак МАГАВу повідомили про це рішення лише о 15:30. За твердженням майора Малінки, полковник Шедмі наказав стріляти в будь-якого араба, що з'явився на вулиці після початку комендантської години. Майор Малінки, командир батальйону, який контролює район Кафр-Касема, віддав відповідний наказ своїм офіцерам. Мухтару (старості) Кафр-Касема повідомили про введення комендантської години лише о 16:30. Коли він спитав, як бути з тими, хто працює в полях і про початок комендантської години нічого не знає, йому сказали, що «про цих людей подбають».
Надалі взвод під командуванням лейтенанта Габріеля Дахана розстріляв людей, які поверталися з роботи до селища — 19 чоловіків, 6 жінок, 17 хлопчиків віком від 8 до 17 років та 6 дівчаток.

Джамаль Фарідж, один із постраждалих, який прибув у село на вантажівці з ще 28 пасажирами, згадував:
Ми розмовляли з ними. Ми запитали, чи хочуть вони перевірити наші посвідчення особи. Вони не схотіли. Раптом один із них сказав «кінчайте з ними» і вони відкрили шквальний вогонь.
Всі інші підрозділи, що знаходяться як під командуванням майора Малінки, так і в бригаді Шедмі не відкривали вогонь, оскільки їх командири самовільно скасували накази вищого командування відкривати вогонь.

## Реакція
Спочатку в Ізраїлі ввели заборону на публікацію інформації про вбивства в Кафр-Касемі. Лише через кілька місяців під тиском преси та членів кнесету Меїра Вільнера та Тауфіка Тубі її зняли. Винних у скоєнні злочину віддали під суд. Вісьмох прикордонників звинуватили у вбивстві. Майору Малінки та лейтенанту Дахану присудили 17 та 15 років відповідно, проте потім їх справи переглянув суд вищої інстанції, їхні терміни скоротили, і надалі їх випустили достроково. У результаті ніхто з винних не провів у в'язниці понад три з половиною роки. Малінки надалі отримав посаду офіцера безпеки на АЕС у Дімоні, а Дахан — посаду відповідального по «арабським справам» у мерії Рамли. Полковник Шедмі також був надалі відданий під суд, але суд не визнав його винним у вбивствах, а винним тільки в незаконному введенні комендантської години, і на покарання йому присудили символічний штраф у 10 прутот.
У листопаді 1957 року була проведена церемонія примирення (сульха) у присутності 800 запрошених, включаючи Бехор-Шалома Шитріта (перший міністр поліції Ізраїлю), генерала Цві Аялона та мухтара села.

## Пам'ять
У жовтні 2014 року президент Ізраїлю Реувен Рівлін взяв участь у траурній церемонії, присвяченій 58 річниці цієї події. Президент виголосив промову, в якій назвав те, що сталося тяжким злочином.
Раніше, у 2007 році, Шимон Перес також відвідав Кафр-Касем та висловив співчуття.
З 2006 року в Кафр-Касемі діє меморіал, збудований на гроші жителів міста.